# Fordwich
Fordwich (pronunțat /ˈfɔːdˌwɪtʃ/) este un oraș în comitatul Kent, regiunea South East, Anglia. Orașul se află în districtul Canterbury. Este considerat a fi una dintre cele mai mici localități engleze cu titlul de oraș (engleză town).

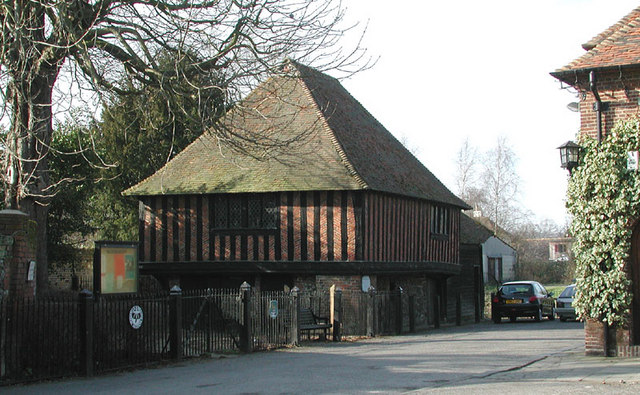
Primăria din Fordwich